# Rodger Saffold
Rodger P. Saffold III (geboren am 6. Juni 1988 in Bedford, Ohio) ist ein US-amerikanischer American-Football-Spieler auf der Position des Guards, der zuletzt für die Cleveland Browns in der National Football League (NFL) spielte. Er spielte College Football für die Indiana University Bloomington und stand von 2019 bis 2021 bei den Tennessee Titans sowie 2022 bei den Buffalo Bills unter Vertrag. Von 2010 bis 2018 spielte Saffold für die St. Louis / Los Angeles Rams, von denen er in der zweiten Runde des NFL Draft 2010 ausgewählt wurde.

## College
Saffold besuchte die Highschool in seiner Heimatstadt Bedford, Ohio. Ab 2006 ging er auf die Indiana University Bloomington und spielte dort College Football für die Indiana Hoosiers. Nachdem er als Freshman in sieben Spielen zum Einsatz kam, davon sechsmal in der Startaufstellung, war er in den folgenden drei Jahren durchgehend Stammspieler bei den Hoosiers. Insgesamt bestritt er 42 Spiele für Indiana.

## NFL
Saffold wurde im NFL Draft 2010 in der zweiten Runde an 33. Stelle von den St. Louis Rams ausgewählt. Er war von Beginn an Stammspieler in St. Louis. Die Saison 2011 musste Saffold wegen einer Brustmuskelverletzung nach neun Spielen vorzeitig beenden. In der Spielzeit 2012 verpasste er wegen einer Knieverletzung sechs Partien. Bis 2012 spielte er als Left Tackle, nachdem die Rams Jake Long unter Vertrag genommen hatten, wechselte er zu Beginn der Saison 2013 auf die rechte Außenseite. Wegen einer Verletzung von Harvey Dahl wurde Saffold im weiteren Saisonverlauf als Right Guard eingesetzt, während Joe Barksdale ihn als Right Tackle ersetzte.

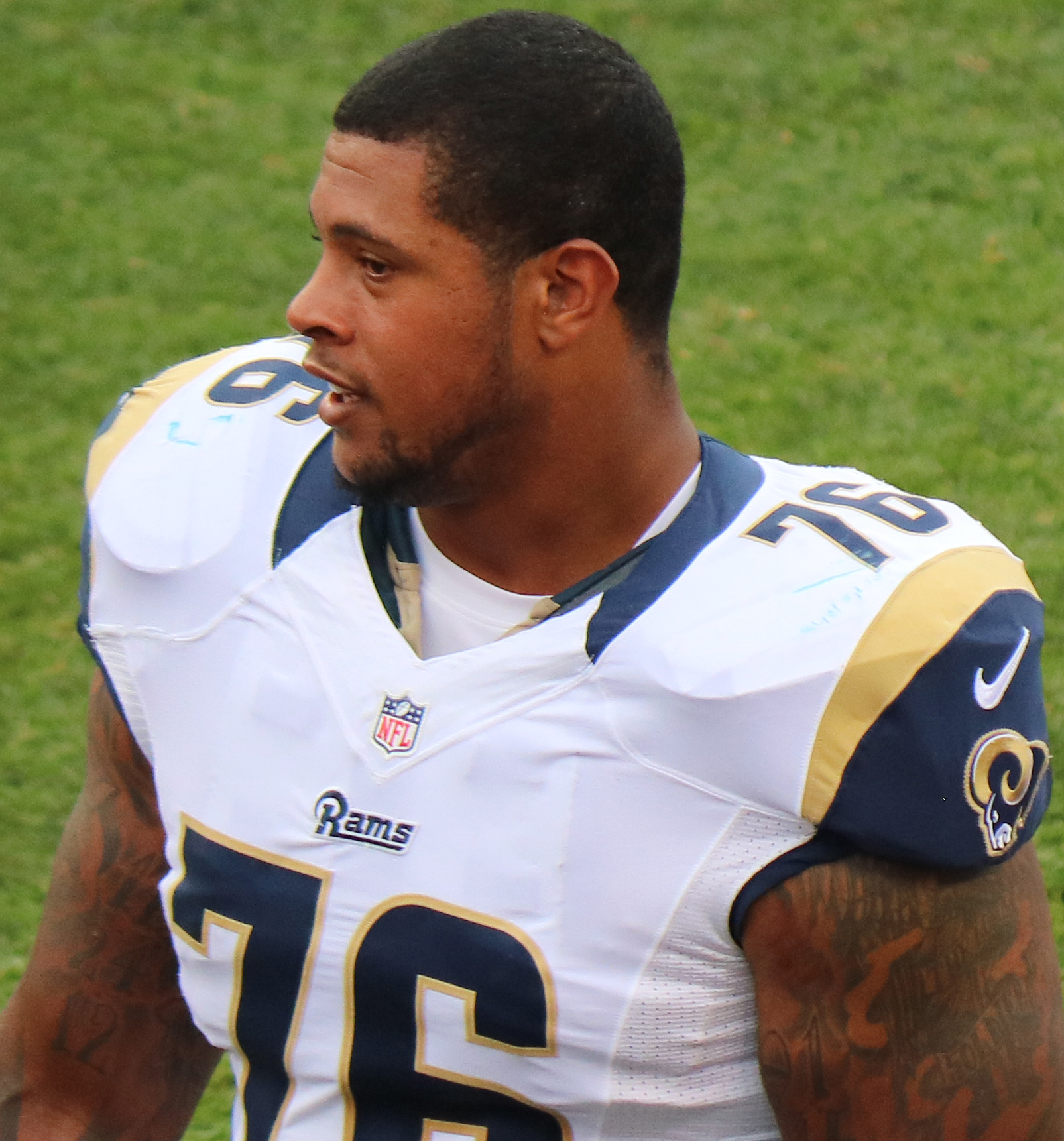
Saffold bei den Los Angeles Rams (2016)

Im März 2014 einigte Saffold sich mit den Oakland Raiders auf einen Fünfjahresvertrag über 42,5 Millionen US-Dollar. Allerdings kam der Vertrag letztlich nicht zustande, da er den Medizincheck nicht bestand. Daraufhin kehrte Saffold zu den Rams zurück und unterschrieb dort einen Vertrag im Wert von 31,7 Millionen Dollar, ebenfalls mit einer Laufzeit von fünf Jahren. In der Saison 2014 spielte Saffold alle 16 Partien als Left Guard, um in der darauffolgenden Saison wieder auf der rechten Seite eingesetzt zu werden. Eine Schulterverletzung bedeutete 2015 das Saisonaus für Saffold nach fünf Spielen. Ab der Saison 2016 spielte Saffold dauerhaft als Left Guard. Vor der Spielzeit 2017 zogen die St. Louis Rams nach Los Angeles um. In der Saison 2017 wurde Saffold von den Rams für den Walter Payton Man of the Year Award nominiert und wurde in das Second-team All-Pro gewählt. In seiner neunten und letzten Saison mit den Rams zog er mit dem Team in den Super Bowl LIII ein, wo sie den New England Patriots mit 3:13 unterlagen.
Zur Saison 2019 unterschrieb Saffold einen Vierjahresvertrag über 44 Millionen Dollar bei den Tennessee Titans. In seiner ersten Saison für Tennessee bestritt er als Left Guard alle 16 Partien der Regular Season. Zudem zog Saffold mit den Titans in das AFC Championship Game ein und kam in allen drei Play-off-Spielen zum Einsatz. In der Saison 2020 kam er in 15 Partien zum Einsatz und ebnete als Blocker seinem Runningback Derrick Henry den Weg zu über 2000 Rushing-Yards in einer Spielzeit. Eine Partie verpasste er verletzungsbedingt. In der Saison 2021 bestritt Saffold 15 Spiele und wurde als Ersatz für Quenton Nelson in den Pro Bowl gewählt. Am 10. März 2022 entließen die Titans Saffold, um Cap Space zu sparen.
Daraufhin wurde er am 14. März 2022 von den Buffalo Bills für ein Jahr unter Vertrag genommen. Er bestritt 16 Spiele als Starter auf der Position des Left Guards und wurde erneut als Ersatz für Nelson in den Pro Bowl gewählt. Am 31. Oktober 2023 nahmen die New York Jets Saffold in ihren Practice Squad auf. Am 2. Januar wurde er entlassen. Tags darauf schloss Saffold sich dem Practice Squad der Cleveland Browns an.

## Persönliches
Sein 2019 verstorbener Vater Rodger Saffold II spielte in den 1970er-Jahren College Football für die University of Iowa.